# Throw Grampa from the Dane
"Throw Grampa from the Dane" é o vigésimo episódio da vigésima nona temporada da série animada Os Simpsons, e o 636.º no total. Foi ao ar nos Estados Unidos pela FOX em 13 de maio de 2018.

## Enredo
Depois de receber um pagamento de seguro, Vovô e sua família decidem ir para a Dinamarca para que os primeiros possam se beneficiar do serviço de saúde gratuito do país.

## Recepção
Dennis Perkins do The A.V. Club deu a este episódio um C +, afirmando: "Vovô precisa de algum tratamento médico caro, então a família se dirige para um país estrangeiro cujo sistema econômico muito diferente permite cuidados médicos baratos para todos. Sim, os Simpsons estão indo para Cuba! Não, Ok, bem, já foram uma vez lá. A família descobre que seu novo ambiente oferece uma riqueza de benefícios culturais que parecem quase projetados para satisfazer necessidades e sonhos que cada membro (mas um) nem percebeu que tinha. Sim, os Simpsons estão indo para Boston! Droga! Foi a 28ª temporada também. Cara, é quase como se a série estivesse sem ideias, completamente.
"Throw Grampa from the Dane" marcou uma classificação de 0,9 com uma quota de 4 e foi assistido por 2,14 milhões de pessoas, tornando-se o programa mais assistido Fox àquela noite.